# La ragazza della palude (film)
La ragazza della palude (Where the Crawdads Sing) è un film del 2022 diretto da Olivia Newman con Daisy Edgar-Jones e Taylor John Smith. Il film è tratto dall'omonimo romanzo di Delia Owens.

## Trama
Catherine "Kya" Clark è una ragazza piena di risorse che cresce in una sperduta palude della Carolina del Nord. Abbandonata da bambina dai genitori e dai fratelli maggiori all'inizio degli anni '50, Kya impara a sopravvivere da sola. Il suo amico Tate Walker le insegna a leggere e scrivere e lei s'innamora di lui, ma rimane nuovamente sola quando lui va al college.
Chase Andrews, il quarterback della scuola, incuriosito dalla ragazza che vive isolata da tutti, corteggia Kya e inizia con lei una relazione facendole anche delle promesse di matrimonio che però non si concretizzano mai. Quando Kya scopre che Chase è già fidanzato con un'altra decide di concludere la loro relazione. Chase, incapace di accettare il rifiuto di Kya a continuare a vedersi, la aggredisce e tenta di violentarla, ma la ragazza riesce a scappare. Successivamente le devasta anche la casa. Quando Chase viene trovato morto Kya è accusata di omicidio, viene arrestata e deve affrontare un processo: alcune prove contro di lei sembrano inconfutabili. Un avvocato in pensione s'interessa del suo caso e decide di difenderla riuscendo a dimostrare che Kya era lontana dal paese il giorno dell'omicidio e a farla assolvere. Dopo qualche tempo, Tate, terminati gli studi, torna a trovare Kya e i due riprendono a frequentarsi. È l'inizio di una convivenza che dura fino alla loro vecchiaia e la loro unione felice termina con la morte di lei. 
Successivamente Tate, raccogliendo gli oggetti della casa usati da Kya per conservarli in uno scatolone, trova il suo diario nel quale scopre un disegno a mezzo busto di Chase: sotto il disegno vi è la frase «[...] a volte, perché una preda sopravviva, il predatore deve morire» e, conservata in una bustina trasparente, c'è la collana con il ciondolo a forma di conchiglia regalata da Kya a Chase e che lui portava al collo quando fu ucciso. Tate intuisce quindi che Kya aveva effettivamente ucciso Chase. Si reca davanti alla palude e lascia cadere la conchiglia in acqua, lasciando che il segreto di Kya rimanga tale.

## Produzione

### Sviluppo
Il 25 gennaio 2021 è stato annunciato che Taylor John Smith e Harris Dickinson si sarebbero uniti a Daisy Edgar-Jones in un adattamento cinematografico prodotto da Hello Sunshine e 3000 Pictures per Sony Pictures, basato sul romanzo bestseller di Delia Owens La ragazza della palude. Il film sarà diretto da Olivia Newman da una sceneggiatura scritta da Lucy Alibar.

### Cast
Il 17 marzo 2021 David Strathairn si è unito al cast del film. Il 30 marzo 2021 Jayson Warner Smith si è unito al cast del film. Nell'aprile 2021 Garret Dillahunt, Michael Hyatt, Ahna O'Reilly, Sterling Macer Jr. e Jojo Regina si sono uniti al cast. Nel giugno 2021 Eric Ladin si è unito al cast del film.

### Riprese
Le riprese principali si sono svolte dal 30 marzo al 28 giugno 2021 a New Orleans e Houma, Louisiana.

## Colonna sonora
Quando il primo trailer del film è stato pubblicato presentava Carolina in sottofondo. Il trailer ha anche rivelato che la canzone è stata scritta ed eseguita dalla cantautrice americana Taylor Swift. Un altro frammento della canzone è stato diffuso attraverso un trailer del film più lungo il 22 maggio 2022.
La data di uscita della canzone è stata anticipata dall'account Instagram ufficiale del film, quando il 22 giugno hanno pubblicato una serie di post con didascalie in maiuscolo, che recitavano insieme "Carolina This Thursday".
Il giorno successivo, la data di uscita della canzone è stata confermata essere il 24 giugno 2022. Un video con la versione lunga della canzone e un lyric video con la versione breve della canzone sono stati caricati su YouTube per accompagnare l'uscita del singolo.

## Promozione
Il primo trailer del film è stato diffuso il 22 marzo 2022 su YouTube.

## Distribuzione
Negli Stati Uniti il film è stato distribuito il 15 luglio 2022. In Italia è uscito il 13 ottobre dello stesso anno.